# Tecnico della prevenzione nell'ambiente e nei luoghi di lavoro
Il Tecnico della Prevenzione nell'Ambiente e nei Luoghi di Lavoro (TdPALL, TPALL, TdP, TP o Dottore in Tecniche della prevenzione nell'ambiente e nei luoghi di lavoro), in Italia, è un professionista tecnico sanitario, iscritto all'Ordine TSRM-PSTRP nel rispettivo Albo.
È inoltre Ufficiale di Polizia Giudiziaria, UPG, che, in possesso della Laurea abilitante L/SNT4, è responsabile, dopo superamento dell'Esame di Stato, nell'ambito delle proprie competenze. 
La sua Forma Mentis, come strumenti cardine operativo-strutturali, utilizza il Ciclo di Deming rivolto al miglioramento continuo e la Valutazione del Rischio in senso esteso (ad esempio, in Sicurezza Alimentare definibile con il metodo HACCP). Applica tali "armi" in ogni campo in cui si dedica.
Si adopera per garantire la Salute della popolazione e dei lavoratori ma anche il sano, virtuoso ed ecosostenibile sviluppo delle imprese e la leale concorrenza tra esse inoltre, le corrette prassi commerciali.
Per il TdPALL, l'utente non è visto solo come cittadino ma anche come lavoratore e consumatore. 
Le attività che svolge sono la sensibilizzazione, promozione, prevenzione e repressione, indagini, Campionamenti Ufficiali, Audit, verifiche e Controlli in materia di:
- Prevenzione, Igiene e Sicurezza nei luoghi di lavoro
- Protezione Ambientale
- Igiene Pubblica e Nutrizione
- Sicurezza degli Alimenti e delle Bevande e Sanità Pubblica Veterinaria
- Ispettorato Micologico
- Attività di indagine e sorveglianza epidemiologica.

Altresì, il TdPALL può essere incaricato dalla Procura della Repubblica per svolgere inchieste e indagini. A sua volta, il TdPALL può delegare e/o cooperare in concerto con altre interforze europee e nazionali, quali:
Autorità europea per la sicurezza alimentare (EFSA); Ufficio di sanità marittima, aerea e di frontiera (USMAF); Polizia di Frontiera (PIF); Comando unità forestali, ambientali e agroalimentari; Comando carabinieri per la tutela della salute (NAS); Comando carabinieri per la tutela ambientale (NOE); Capitaneria di porto; Ispettorato nazionale del lavoro (INL); Comando carabinieri per la tutela del lavoro; Guardia di Finanza; Guardia Eco-zoofila, Polizia locale (Italia), Polizia di Stato

## Storia

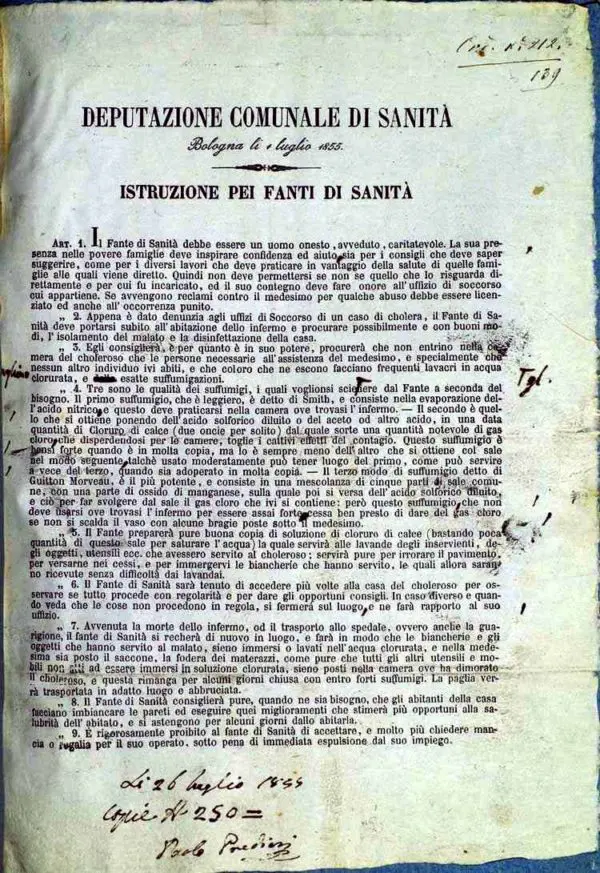
Istituzione della figura Guardia di Sanità - art.44 T.U. Leggi sanitarie 01 agosto 1907

Il profilo professionale del TdPALL, Tecnico della Prevenzione nell'ambiente e nei luoghi di lavoro, porta dentro sé le esperienze e le competenze del vigile sanitario comunale, guardie di sanità (1907), del vigile sanitario provinciale, dell'ispettore d'igiene (1970-1984).
La legge 23 dicembre 1978, n. 833 (viene istituito il Servizio Sanitario Nazionale), nell'attribuire alle unità sanitarie locali l'esercizio delle funzioni per le attività di prevenzione aveva previsto che le stesse si avvalessero degli operatori sia dei propri servizi di igiene sia dei servizi multizonali. Inoltre, per quanto riguarda l'igiene del lavoro veniva disposto che alle unità sanitarie locali venissero attribuiti i compiti svolti dall'Ispettorato del lavoro in materia di prevenzione, di igiene e di controllo della salute dei lavoratori con l'organizzazione di propri servizi di igiene ambientale e di medicina del lavoro. Nulla veniva precisato, invece, in merito al personale di igiene e sanità pubblica. Con il DPR 20 dicembre 1979 n. 761 (stato giuridico del personale delle ULS) viene inquadrata la figura di "Personale di vigilanza e ispezione". Col DM 30 gennaio 1982 (Normativa concorsuale) venivano stabiliti i nuovi titoli per l'accesso ai concorsi pubblici: diplomi di perito industriale, di perito agrario e di geometra.
Con il DPR 7 settembre 1984 n. 821, venivano attribuite al personale di vigilanza e ispezione attività e funzioni orientate verso l'autonomia professionale e la Legge 26 febbraio 1999 n. 42 (Disposizioni in materia di professioni sanitarie) cancella ogni residuo concetto di ausiliarietà e complementarità. Al tecnico della prevenzione viene assegnato un proprio campo di attività, gli vengono riconosciute una propria responsabilità professionale, una propria autonomia professionale e pari dignità rispetto alle altre professioni sanitarie. Nel decreto 27 luglio 2000 viene definita l'equipollenza di diplomi e attestati al diploma universitario di tecnico della prevenzione nell'ambiente e dei luoghi di lavoro, ai fini dell'esercizio professionale e dell'accesso alla formazione post-base mentre nel decreto 3 novembre 2011, modifica del decreto 27 luglio 2000, vengono aggiunti i titoli di Guardia di Sanità e personale dell'ex-Comando Antidroga e dell'ex-Comando Antisofisticazioni e sanità transitato nel Comando Carabinieri per la Tutela della Salute, con il grado minimo di Brigadiere.
L'art. 4 della legge 10 agosto 2000 n. 251 (Disciplina delle Professioni Sanitarie infermieristiche, tecniche, della riabilitazione, della prevenzione nonché della professione ostetrica) definisce gli ambiti e le attività degli operatori delle professioni tecniche della prevenzione mentre l'art. 5 del decreto 29 marzo 2001 identifica le figure professionali del tecnico della prevenzione nell'ambiente e nei luoghi di lavoro e dell'assistente sanitario quali costituenti le professioni tecniche della prevenzione.

## Funzioni
Le funzioni del Tecnico della Prevenzione nell'Ambiente e nei Luoghi di Lavoro, specificate nel D.M. 17 gennaio 1997 n. 58, connettono le storiche competenze sanitarie con quelle tecniche, giuridiche e psicosociali. Le principali funzioni che vengono ora richieste al tecnico della prevenzione sono la formulazione di pareri professionali, l'erogazione di consulenza professionale, l'esecuzione di attività di controllo ufficiale (ispezione, controllo, campionamento, audit, monitoraggio e sorveglianza), l'effettuazione di indagini e di attività di polizia giudiziaria, la partecipazione a programmi di prevenzione e promozione della salute in collaborazione con gli assistenti sanitari, tutela dell’ambiente e la realizzazione di interventi formativi.

## Percorso formativo
Il profilo professionale del tecnico della prevenzione nell'ambiente e nei luoghi di lavoro è disciplinato dal decreto ministeriale 17 gennaio 1997 n. 58.
La Laurea in Tecniche della prevenzione nell'ambiente e nei luoghi di lavoro, conseguito ai sensi dell'art. 6, comma 3, del decreto legislativo 30 dicembre 1992, n. 502 (Riordino della disciplina in materia sanitaria), e successive modifiche, abilita all'esercizio della professione congiuntamente all'acquisizione permanente dei Moduli A e B in materia di Prevenzione e Protezione nei Luoghi di Lavoro, Addetto al Servizio di Prevenzione e Protezione (ASPP). 
Inoltre, il conseguimento della Laurea L/SNT4 in alcune Regioni Italiane, ad esempio la Toscana, consente anche l'abilitazione come Formatore HACCP.
La Laurea in Tecniche della prevenzione nell'ambiente e nei luoghi di lavoro ha l'obiettivo qualificante di formare operatori che svolgono con autonomia tecnico-professionale attività di prevenzione, verifica e controllo in materie di igiene e sicurezza ambientale nei luoghi di vita e di lavoro, di igiene degli alimenti e delle bevande, di igiene e sanità pubblica e veterinaria. Il corso di laurea in Tecniche della prevenzione nell'ambiente e nei luoghi di lavoro afferisce alla classe delle lauree L/SNT4 stabilite dal decreto interministeriale 19 febbraio 2009 (Determinazione delle classi delle lauree delle professioni sanitarie) ai sensi del D.M. 22 ottobre 2004, n. 270.
Con la laurea triennale in "Tecniche della prevenzione nell'ambiente e nei luoghi di lavoro", lo studente riceve una specifica formazione teorica e compie dei tirocini professionalizzanti in previsione delle future opportunità di lavoro.
"Scienze delle professioni sanitarie della prevenzione" LM/SNT4  è la Laurea Magistrale delle professioni tecniche della Prevenzione.

## Carriera e inquadramento
Col profilo professionale definito dal citato decreto ministeriale 17 gennaio 1997 n. 58 al Tecnico della Prevenzione nell'Ambiente e nei Luoghi di Lavoro viene riconosciuto il ruolo di professionista sia all'interno del Servizio Sanitario Nazionale che in regime di libero professionista. Il TdPALL è una delle 22 professioni sanitarie non mediche e collabora/coopera nelle ASL/ATS con altre figure professionali come medici igienisti, medici del lavoro, medici veterinari, architetti, ingegneri, assistenti sanitari, Infermieri e altri professionisti della sanità, con i quali concorre al raggiungimento degli obiettivi di sanità pubblica, di sanità veterinaria, di tutela della salute e della sicurezza nei luoghi di lavoro e di igiene degli alimenti. Nelle ARPA/APPA il TdPALL collabora con ingegneri, chimici, fisici, biologi, geologi, tecnici laureati o diplomati per la protezione dell'ambiente. Può altresì lavorare presso la Polizia di Stato e a livello centrale nel Ministero della Salute. Inoltre negli ultimi anni la figura del TdPALL è stata ammessa a concorrere per i concorsi pubblici come: RSPP e ASPP nelle Aziende Ospedaliere e in quelle Universitarie; TdP UPG per INL; Professionista a Elevata Competenza per la Consulenza tecnica per la salute e la sicurezza, CTSS, istituita presso l'INAIL 
Nelle aziende private il TdPALL ha compiti organizzativi e gestionali e, come libero professionista o dipendente (HSE, RSPP od ASPP, Responsabile o Addetto dei diversi Sistemi di Gestione Aziendale, Formatore della Sicurezza sui Luoghi di Lavoro e/o Formatore HACCP, o Consulente), si adopera per la sicurezza e la prevenzione degli infortuni e delle malattie professionali nei luoghi di lavoro, la gestione dei sistemi di qualità e la sicurezza alimentare mediante la produzione di documenti di valutazione del rischio, piani di autocontrollo ispirati ai principi del sistema HACCP, piani e procedure per la gestione ambientale e dei rifiuti, valutazioni tecniche e progetti tecnici. Inoltre il tecnico della prevenzione, se in possesso oltre che della laurea di I livello anche dell'attestato di frequentazione di un corso di formazione denominato "Modulo C", può svolgere le funzioni di responsabile del servizio di prevenzione e protezione (RSPP) o di addetto del servizio di prevenzione e protezione (ASPP) aziendale sia pubblico che privato.
Il tecnico della prevenzione nell'ambiente e nei luoghi di lavoro della ASL/ATS o delle ARPA/APPA operante nei servizi con compiti ispettivi e di vigilanza è, nei limiti delle proprie attribuzioni, ufficiale di polizia giudiziaria, UPG.
I tecnici della prevenzione nell'ambiente e nei luoghi di lavoro, quali professionisti all'interno del Servizio sanitario nazionale, possono essere inquadrati in uno dei seguenti servizi del Dipartimento di Prevenzione:
1. Servizio igiene e sanità pubblica (SISP), o Igiene pubblica e nutrizione (IPN): svolgendo attività volte a preservare la salute dell'individuo e della collettività nei vari ambiti di competenza (igiene edilizia; igiene scolastica; cosmeto-sorveglianza; acconciatori-estetiste-tatuatori-piercing; campionamenti acque potabili, impianti natatori; polizia mortuaria; disinfestazioni; apparecchiature radiogene; strutture sociali; ispezioni di canili e attività circensi con utilizzo di animali; socio-sanitarie; regolamento REACH)[24]; professioni sanitarie e arti ausiliarie; sistema di allerta RAPEX[25];
2. Ispettorato Micologico: previsto da normative nazionali e regionali, a tutela della salute pubblica, compito svolto dai Tecnici delle Prevenzione con qualifica di micologo, del Dipartimento della Prevenzione. Svolge le seguenti funzioni:
  - Consulenza gratuita ai cercatori di funghi per autoconsumo allo Sportello Micologico
  - Tenuta dei corsi preparatori al conseguimento dell’attestato d’idoneità alla identificazione delle specie fungine per gli addetti alla vendita e somministrazione di funghi, attraverso enti formativi esterni all’azienda
  - Svolgimento degli esami per il rilascio degli attestati d’idoneità alla identificazione delle specie fungine
  - Vigilanza sulla produzione, commercializzazione e somministrazione di funghi spontanei, freschi, coltivati, essiccati e comunque preparati
  - Consulenza micologica nei casi di avvelenamento da funghi presso le Strutture Sanitarie Ospedaliere
  - Collaborazione con Scuole, Comuni, Province, Comunità Montane, Gruppi Micologici e altre strutture formative per lo svolgimento di corsi inerenti alla micologia.[26]
3. Servizio igiene degli alimenti e della nutrizione (SIAN), o Sicurezza alimentare (SA): svolgendo attività di vigilanza e controllo sull'igiene, la produzione, il commercio e la distribuzione di prodotti alimentari atti alla nutrizione umana in ogni fase del loro processo. Inoltre si occupano di tutela della qualità delle acque destinate al consumo umano, controllo ufficiale dei prodotti alimentari, consulenza e verifica di commestibilità dei funghi, controlli nell'ambito di centri cottura e mense collettive e sociali, registrazione attività imprese alimentari, controllo e vigilanza sui prodotti fitosanitari, gestione di sistemi di allerta alimentari, attività di formazione su educazione alimentare e nutrizionale;
4. Servizio veterinario o Sanità Pubblica Veterinaria (SPV), suddiviso in:
  - Sanità Animale (Area A).
  - Igiene degli alimenti di origine animale (Area B).
  - Igiene degli allevamenti e delle produzioni zootecniche (Area C).
5. Servizio prevenzione e sicurezza nei luoghi di lavoro (SPSAL), o Prevenzione Igiene e Sicurezza nei Luoghi di Lavoro (PISLL): vigilando e controllando la verifica dell'applicazione delle norme in materia di igiene e sicurezza nei luoghi di lavoro[27], dalla conformità delle macchine da lavoro e delle attrezzature alla corrispondenza strutturale e impiantistica, dalla misurazione strumentale dei fattori di rischio chimico e fisico al riconoscimento delle cause e delle responsabilità nei casi di infortunio e di malattia professionale
6. Servizio Impiantistico-Antinfortunistico (SIA), o Prevenzione Sicurezza Ambienti Confinanti - Verifiche Impianti e Macchine (VIM)
7. Servizio Prevenzione e Protezione interna (SPP o SePP): In alcune aziende sanitarie locali (ASL/ATS) i Tecnici della Prevenzione possono essere inseriti in servizi quali: Servizio di Prevenzione e Protezione[28], Servizio di Medicina Legale, Servizio Ingegneristico e altri.

Alcune Procure d'Italia vista la preparazione dei TTdPP hanno formato sezioni di Polizia Giudiziaria ad alta specializzazione, vedasi ARPA SICILIA, NISA di Catanzaro, Crotone, La Spezia, Savona, Genova ecc.
Lo sviluppo della carriera professionale del Tecnico della Prevenzione nell'Ambiente e nei Luoghi di Lavoro si evolve attraverso specifici strumenti contrattuali e legislativi. L'art. 7, comma 2 della legge 10 agosto 2000 n. 251 prevede che le aziende sanitarie locali possano conferire incarichi dirigenziali, con modalità analoghe a quelle previste al comma 1, per le professioni sanitarie di cui alla legge 26 febbraio 1999, n. 42, nelle regioni nelle quali sono emanate norme per l'attribuzione della funzione di direzione relativa alle attività della specifica area professionale.
La legge 1º febbraio 2006 n. 43 (Disposizioni in materia di professioni sanitarie infermieristiche, ostetrica, riabilitative e della prevenzione e delega al Governo per l'istituzione dei relativi ordini professionali), pubblicata nella Gazzetta Ufficiale n. 40 del 17 febbraio 2006, istituisce le funzioni di coordinamento. In conformità all'ordinamento degli studi universitari, il personale laureato appartenente alle professioni sanitarie viene articolato in vari profili. L'esercizio della funzione di coordinamento è espletato da coloro che siano in possesso dei seguenti requisiti: 1) Master di primo livello in Management per le funzioni di coordinamento; 2) Anzianità di Servizio di almeno 3 anni nel profilo di TdPALL.
Il Decreto del Presidente del Consiglio dei Ministri del 25 gennaio 2008 disciplina l'accesso alla qualifica unica di Dirigente delle Professioni Sanitarie infermieristiche, tecniche, della riabilitazione, della prevenzione e della professione di ostetrica, alla quale si accede con: 1) Possesso della Laurea Magistrale in Scienze delle Professioni Sanitarie 2) Anzianità di servizio di almeno 5 anni nella categoria contrattuale D, compreso il livello Ds.